# 滇系軍閥
滇系軍閥，為中華民國初期南方軍閥之一，代表人物有唐繼堯及龍雲，其勢力範圍為雲南及部分貴州、四川地區。

## 歷史
西南地区军阀派系之一。以唐繼堯为首的滇军集团，占有云南、贵州两省。滇军源于清末新軍第十九镇，辛亥革命后转为维护共和的力量，军权为蔡锷、唐繼堯等所掌握。1913年10月蔡锷被袁世凯调进北京，唐继尧继任云南都督兼民政长，逐渐掌握滇军的实力和全省的统治权。護國戰爭后期，唐继尧大量扩充军队，除统治云南，控制贵州外，并把滇军派入四川，占领地盘，掠夺财富。1917年4月至8月间，曾与川军劉存厚部在成都、資陽、内江等地多次发生争夺战。
1917年7月，段祺瑞复任國務總理后，拒绝恢复国会与《中華民國臨時約法》。孫中山揭起护法旗帜，唐继尧利用「护法」之名，实行扩张，将滇軍改组为「靖国军」，自任總司令。12月间同黔军袁祖銘部和川军熊克武部联合，任「川滇靖国联军」总司令。次年2月所属部队进入成都，再次控制四川。与此同时，陕西、湖南、福建等省部分军事首领，亦以「靖国」相号召，唐继尧以川、滇、黔、鄂、豫、陝、湘、閩八省联军总司令自命，使滇系军阀的声威达到了顶点。
1918年滇系、旧桂系勾结直系軍閥，破坏護法軍的北伐计划，并改组廣州护法军政府，迫孫中山離開廣東。
1921年2月唐继尧因驻川滇军第一军军长顾品珍倒戈，被迫流落香港。次年春，他收买旧部和云南土匪偷袭并击毙顾品珍，回至昆明重掌军政大权。顾品珍所部滇军大部分在張開儒率领下经贵州入廣西，后来由杨希闵带领，入廣東参加驱逐陈炯明。但他们抢占地盘，截留税收，压榨人民。最后与唐继尧等军阀勾结，企图夺取广州革命政权。1925年6月发动叛乱，被广东革命軍队消灭。
唐繼堯回云南后标榜「民治」，组织「民治黨」；又派兵入贵州，进行军事控制和经济掠夺，并谋求向其他省份扩张。1925年3月孙中山逝世后，唐继尧宣布接受先前曾拒绝受任的副元帅一职，意图以此为由继任北伐大元帅，并出兵意图推翻广东革命政府，攻占兩廣地盘，但被崛起的新桂系李宗仁等击败，没有得逞。
随着國民革命軍北伐的不断胜利，1927年2月滇军将领龙云、胡若愚、盧漢发动政变，迫使唐繼堯交出政权，解散「民治黨」，结束了旧滇系的统治。